# Peter Priegann
Peter Priegann (* 4. Juli 1970 in Kiel) ist ein deutscher Schauspieler und Regisseur.

## Leben
Seine Ausbildung als Schauspieler und Regisseur absolvierte er an der Neuen Münchner Schauspielschule von Ali Wunsch-König. Zu sehen ist Priegann zumeist auf Schauspielbühnen, etwa am Theater an der Parkaue, wo er als Schaudarsteller und Regisseur tätig ist.
Einem breiten Publikum wurde er bekannt durch die Rolle des Rechtsradikalen Sascha Ahrendt in der ARD-Vorabendserie Marienhof, die er von Dezember 1994 bis Oktober 1996 verkörperte.

## Filmografie

### Kino
- 2001: Die grüne Wolke (als Soldat Renneisen)
- 2008: Der Spiegel (Kurzfilm) (als Mann 2)

### Fernsehen
- 1994–1996: Marienhof (als Sascha Ahrendt)

## Theater

### Darsteller
- Theater an der Parkaue, Berlin-Lichtenberg
  - 2005–2008: Leben des Galilei (als Sagredo, Inquisitor)
  - 2006–2007: Hildebrandslied (als Dietrich von Bern)
  - 2006–2008: So jung, so blond, so durch den Wind (als Jacques)
  - 2006–2008: Stoffel fliegt übers Meer
  - 2006–2009: Krabat (als Tonda)
  - 2007: Dynamoland
  - 2007–2008: Max und Moritz (als Schneider Böck, Lehrer Lämpel, Onkel Fritz)
  - 2007–2008: Das 11. Gebot (Du sollst dich nicht erwischen lassen!) (als Bomme)
  - 2007–2009: Leonce und Lena (als Valerio)
  - 2008: Gleisanschluss Lichtenberg
  - 2008–2009: Kindersoldaten
  - 2008–2009: Wilhelm Tell
  - 2008–2010: Der gute Mensch von Sezuan (als Barbier Shu Fu)
  - 2009–2010: Rotkäppchen (als Wolf)
  - 2010: Die Schneekönigin (als Kommerzienrat)

### Regisseur
- 2005–2007: Ox und Esel (von Norbert Ebel)
- 2006–2007: Frau im All – Ein Stück über Valentina Tereschkowa (von Sofie Maruschka Hüsler)